# 228980 Robertstrain
228980 Robertstrain è un asteroide della fascia principale esterna. Scoperto nel 2003, presenta un'orbita caratterizzata da un semiasse maggiore pari a 3,215024 UA e da un'eccentricità di 0,171227, inclinata di 2,575887° rispetto all'eclittica.
Fa parte della famiglia di asteroidi Temi.
Robert D. Strain è stato direttore del John Hopkins Applied Physics Laboratory durante la parte finale dello sviluppo, del lancio e dei primi anni di volo della missione New Horizons della NASA. Ha fornito una leadership fondamentale, che ha portato al volo di successo di New Horizons per l'esplorazione di Plutone e della Cintura di Kuiper.